# Family Circle Cup 2012
Family Circle Cup 2012 — 40-й розыгрыш ежегодного профессионального теннисного турнира среди женщин, проводящегося в американском городе Чарлстон, и являющегося частью тура WTA в рамках премьер серии. Турнир пройдёт со 2 по 8 апреля.
Прошлогодними чемпионами являются:
- одиночки —  Каролина Возняцки
- пары —  Саня Мирза /  Елена Веснина

## Соревнования

### Одиночный турнир
Серена Уильямс обыграла  Луцию Шафаржову со счётом 6-0, 6-1.
- Серена Уильямс выигрывает 1й титул в сезоне и 40й за карьеру в туре ассоциации.
- Луция Шафаржова уступает 1й финал в сезоне и 7й за карьеру в туре ассоциации.

### Парный турнир
Анастасия Павлюченкова /  Луция Шафаржова обыграли  Анабель Медину Гарригес /  Ярославу Шведову со счётом 5-7, 6-4, [10-6].
- Анастасия Павлюченкова выигрывает свой 1й титул в сезоне и 3й за карьеру в туре ассоциации.
- Луция Шафаржова выигрывает свой дебютный титул в туре ассоциации.